# Justice (banda)
Justice é uma dupla de música eletrônica francesa formada por Gaspard Augé e Xavier de Rosnay. O duo ficou famoso pelo seu remix de "Never Be Alone", da banda inglesa Simian, com o título "We Are Your Friends", sucesso nas pistas de dança no ano de 2006. Além de seus remixes, a banda lançou em 2007 seu primeiro álbum, intitulado † (Cross). São famosos pelo seu cenário, que consiste em uma grande cruz branca que brilha todo o show. No seu terceiro álbum, Woman, além de usar seus icônicos sintetizadores, guitarras e baixos, também está usando violinos e entre outros instrumentos orquestrais com a "London Contemporary Orchestra".
Além das influências de disco e funk da electro house, o estilo de Justice tem alguma influência de heavy metal. Justice combina linhas de baixo cortadas ou batidas com sons de sintetizadores compactados e distorcidos.

## Discografia

### Álbuns de estúdio
- † (2007)
- Audio, Video, Disco (2011)
- Woman (2016)
- Woman Worldwide (2018)
- Hyperdrama (2024)

### Álbuns ao vivo
- A Cross the Universe (2008)
- Access All Arenas (2013)
- Woman Worldwide (2018)

#### Singles
- "Never Be Alone / Steamulation" (2003)
- "Never Be Alone" (remixado por DJ Hell) (2004)
- "Waters of Nazareth" (2005)
- "We Are Your Friends" (2006)
- "Phantom Pt II" (2007)
- "D.A.N.C.E." (2007)
- "DVNO" (2008)
- "Tthhee Ppaarrttyy" [Single digital] (2009)
- "Civilization" (2011)
- "Audio, Video, Disco" (2011)
- "On'n'On" (2012)
- "New Lands" (2012)
- "Helix" (2013)
- "Safe and Sound" (2016)
- "Randy" (2016)
- "Fire" (2016)
- "Pleasure (Live)" (2017)
- "Stop (WWW)" [single digital] (2018)
- "D.A.N.C.E. x Fire x Safe and Sound (WWW)" (2018)
- "Randy (WWW)" (2018)
- "Chorus (WWW)" (2018)
- "Love S.O.S. (WWW) (2018)

### EP
- Planisphére (2008)

### Coletâneas
- Justice Xmas Mix (2007)

## Videoclipes
- "We are Your Friends" (dir: Rozan & Schmeltz)
- "D.A.N.C.E.." (dir: Jonas & François)
- "DVNO" (dir: So Me & Machine Molle)
- "Stress" (dir: Romain Gavras)
- "Civilization" (dir:Edouard Salier)
- "Audio, Video, Disco"
- "New Lands"
- "On'n'On"
- "Fire"
- "Pleasure (Live)"
- "Stop (WWW)"
- "Love S.O.S. (WWW)"
- "Heavy Metal"

## Remixes
- Mapei - Don't Wait (popular no Brasil)
- Vicarious Bliss - "Theme from Vicarious Bliss"
- N.E.R.D. - "She Wants to Move"
- Scenario Rock - "Skitzo Dancer"
- Britney Spears - "Me Against the Music feat. Madonna"
- Death from Above 1979 - "Blood on our Hands"
- Fatboy Slim - "Don't Let the Man Get You Down"
- Daft Punk - "Human After All"
- Soulwax - "NY Excuse"
- Mystery Jets - "You Can't Fool Me Dennis"
- Franz Ferdinand - "The Fallen"
- Mr. Oizo - "Nazis"
- Justice - "Waters of Nazareth"
- Justin Timberlake - "LoveStoned"
- Justice - "D.A.N.C.E."
- ZZT - "Lower State of Consciousness"
- Klaxons - "As Above, So Below"
- Metallica - "Master Of Puppets"
- Justice - "DVNO"
- Justice - "Stress (Auto Remix)"
- MGMT- "Electric Feel"
- The Prodigy - "Smack My Bitch Up"
- Stevie Wonder - "Superstition"
- Britney Spears - "Womanizer"
- U2 - "Get on Your Boots"
- Lenny Kravitz - "Let Love Rule"
- Frank Ocean - "Dear April"

## Filmografia
- (2008) A Cross The Universe

## Performances ao vivo
Cada um dos álbuns de estúdio teve uma turnê ao vivo, com cada um tendo sua própria configuração de equipamento ao vivo. O equipamento mudou de turnê para turnê, mas permaneceu centralizado em torno do Ableton Live.

### A Cross the UniverseTour
A cross the universe foi a turnê do primeiro álbum da dupla "†" (Cross), além do álbum ao vivo gravado em alguma parte dos EUA, também foi lançado um documentário mostrando como foi a turnê pelo backstage.
Em cada lado do "Valentine" (um suporte de sintetizador modular não-funcional com a cruz em destaque) estão 9 amplificadores Marshall empilhados, somando um total de 18. Os amplificadores não são funcionais e servem apenas de uma decoração de seu concerto. Sua configuração de DJ anteriormente incluía dois Pioneer CDJ-1000MK3s e um Pioneer DJM800, mas desde a turnê de lançamento do A Cross the Universe, Justice tem usado o Ableton Live controlado por um AKAI MPD24 e um Pioneer DJM800 para seus sets de DJ.

### Access All ArenasTour
Na turnê Access All Arenas, que acompanhou o lançamento do Audio, Video, Disco, a configuração ao vivo do Justice expandiu-se para fazer uso de efeitos de iluminação mais complexos. A adição deste novo conjunto de iluminação foi feita com a restrição artística de que nenhuma tela de vídeo seja usada. A iluminação envolveu um uso despojado e ousado de cores básicas, de modo a distrair minimamente a performance musical em si.
O equipamento de áudio também foi usado em um console do Ableton Live, vários DJM800s da Pioneer para o suíte de mixagem no palco, um Minimoog Voyager e um número mínimo de outros controladores MIDI.  Um teclado de 88 teclas foi escondido dentro de "Valentine" (ainda a peça central destaque do palco), que foi revelado em pontos durante o show em que Gaspard ou Xavier tocaria certas partes de piano ou órgão do setlist.

### Woman Worldwide
Justice começou a trabalhar em sua turnê Woman Worldwide no momento em que terminou a produção de seu terceiro disco Woman, em junho de 2016, cinco meses antes do lançamento do album. A turnê realizou mais de trinta shows. Em 2018, a dupla lançou o album Woman Worldwide, que reúne adaptações de suas apresentações ao vivo durante a turnê.

### PrEP+
Em 2019, Justice fez uma aparição na primeira noite da festa de Frank Ocean, PrEP+ e na festa, fizeram um remix da música "Dear April", de Ocean, lançada somente em disco de vinil duas semanas depois da festa e publicado no Soundcloud por um fã.

## Prêmios
Na 51ª edição do Grammy, a dupla recebeu o Prêmio Grammy de Melhor Gravação Remixada pelo remix de "Electric Feel", da dupla americana MGMT. No Grammy Awards de 2019, ganhou um prêmio na categoria Melhor Álbum de Dance/Eletrônico, pelo álbum Woman Worldwide.